# Mesene phareus
Mesene phareus – gatunek motyla z rodziny wielenowatych. Zamieszkuje krainę neotropikalną.
Gatunek ten po raz pierwszy opisany został w 1777 roku przez Pietera Cramera pod nazwą Papilio phareus. Jako miejsce typowe autor wskazał Surinam. W 1847 roku Edward Doubleday wyznaczył go gatunkiem typowym nowego rodzaju Mesene.
Motyl ten osiąga od 20 do 25 mm rozpiętości skrzydeł, przy czym samice są przeciętnie większe niż samce. Tło obu stron obu par skrzydeł jest jaskrawo pomarańczowe do jaskrawo czerwonego, u samic zwykle jaśniejsze niż u samców. Wierzchołek przedniego skrzydła jest zakończony ostro. Wierzch obu par skrzydeł jest ciemno obrzeżony, przy czym obrzeżenie to może przybierać różną szerokość. Obrzeżenie na przednim brzegu skrzydła przedniego często przechodzi jednym lub większą ilością maźnięć w głąb skrzydła. Obrzeżenie skrzydeł widoczne jest również na ich stronie spodniej; ponadto spód skrzydła przedniego jest w różnym stopniu czarno-czerwono opylony.
Owady dorosłe latają za dnia. Gąsienice są foliofagami żerującymi na liściach Paullinia pinnata z rodziny mydleńcowatych. Zawarte w roślinie pokarmowej silne toksyny obecne są również u owadów dorosłych, stąd ich ostrzegawcze ubarwienie.
Gatunek neotropikalny, rozprzestrzeniony od południowego Meksyku przez Amerykę Centralną, Wenezuelę, Gujanę, Surinam, Gujanę Francuską, Kolumbię i Ekwador po Peru i Brazylię.